# Club Bàsquet Femení Universitari de Barcelona
El Club Bàsquet Femení Universitari de Barcelona (abreviat com CBF Universitari de Barcelona), també anomenat UB FC Barcelona i UB Barça per motius de patrocini del FC Barcelona, fou un destacat equip de basquet de la Lliga femenina professional.
Fundat el 1985 com a secció del Club Esportiu Universitari, l'equip inicià la seva participació en l'elit del bàsquet femení als anys 90. El 1996 es convertí en CB Universitari en unir-s'hi el Barcelona BC. L'any 2000 es convertí en secció esportiva de la Universitat de Barcelona amb el nom d'Universitat de Barcelona BF, arribant pocs anys després a un acord amb el Futbol Club Barcelona per convertir-se en secció del club. Adoptà els colors blaugrana i disputà els seus partits al Palau Blaugrana. Durant la seva breu història, l'entitat aconseguí dos títols de Lliga Femenina (2002-03, 2004-05) i fou el dominador de la Lliga catalana amb set títols. El juliol 2007 desaparegué per motius econòmics en perdre el patrocini del FC Barcelona i de la Universitat de Barcelona. Entre d'altres jugadores, destacà Laia Palau, Betty Cebrián, Marta Fernández, Núria Martínez, que foren internacionals amb la selecció espanyola i Carme Lluveras i Sílvia Font com a entrenadores de l'equip.
Pel que fa a la secció del FC Barcelona, aquesta es creà l'any 1929 però desaparegué tot i tenir una breu reviscolança entre els anys 1941 i 1945.

## Palmarès
- 2 Lligues espanyoles de bàsquet femenines: 2002-03, 2004-05
- 7 Lligues Catalanes de Bàsquet femenines: 1990-91, 1991-92, 1999-00, 2000-01, 2001-02, 2003-04, 2005-06
- 2 Campionats de Catalunya de bàsquet femení: Com a FC Barcelona, 1937 no oficial, 1942